# Circunscripción electoral de Zaragoza

Circunscripción de Zaragoza
Cortes Generales* Congreso: 7 escaños (de 350)
- Senado: 4 senadores (de 266)Cortes de Aragón* 35 escaños (de 67)

Zaragoza es una de las 52 circunscripciones que se utiliza para el Congreso de los Diputados, la Cámara Baja de las Cortes Generales de España y una de las tres circunscripciones utilizadas para las elecciones a las Cortes de Aragón. Su límite coincide con el de la provincia de Zaragoza y es uno de los tres distritos electorales en los que está subdividido Aragón. El 70 % del electorado adscrito a la circunscripción de Zaragoza pertenece a la ciudad de Zaragoza, debido al gran peso de la capital en el total de la población provincial. En las elecciones generales de España la circunscripción escoge 7 diputados (de 350) y 4 senadores; en las elecciones autonómicas de Aragón escoge 35 diputados autonómicos (de 67).

## Los límites y el sistema electoral
En virtud del artículo 68 de la Constitución española los límites deben ser los mismos que la provincia de Zaragoza y en virtud del artículo 140, esto solo puede ser modificado con la aprobación del Congreso. Solo los partidos que reciben el 3 % o más de todos los votos válidos emitidos, incluyendo los votos "en blanco", puede ser considerado para los asientos. Según el artículo 12 de la Constitución, la edad mínima para votar es de 18.

## Normas electorales
Las leyes que regulan la conducta y la administración de las elecciones se establecen en detalle en la Ley Orgánica del Régimen Electoral General de 1985. En virtud de esta ley, las elecciones en Zaragoza, como en otros distritos, son supervisados por la Junta Electoral, un órgano permanente integrado por ocho magistrados del Tribunal Supremo y cinco politólogos o sociólogos designado por el Congreso. La Junta Electoral se apoya en su labor por el Ministerio del Interior. El día de las elecciones, los colegios electorales son administrados por las juntas electorales, que consisten en grupos de ciudadanos elegidos por sorteo.
El formato de la boleta de papel ha sido diseñado por el Estado español, sin embargo, la ley permite que los partidos políticos para producir y distribuir las papeletas de voto propio, ya sea enviándolas por correo a los votantes o por otros medios como la distribución de la calle, siempre que cumplen con el modelo oficial. Entonces, el gobierno cubre el costo de todas las papeletas impresas. Estos deben ser marcados por los electores, ya sea en el colegio electoral o fuera de la mesa de votación y se coloca dentro de un sobre cerrado que luego se colocan dentro de urnas es en el colegio electoral.
Tras el cierre de las urnas, los votos son contados luego en cada mesa de votación individual en la presencia de representantes de los partidos políticos y candidatos. Las boletas son inmediatamente destruidas, con la excepción de aquellos considerados no válidos o cuestionados por los representantes de los candidatos, que son retenidos para un análisis adicional. El resultado es que un total recuento es imposible.

## Elegibilidad
El artículo 67.3 de la Constitución española prohíbe la doble pertenencia de ambas cámaras de las Cortes o la pertenencia simultánea de las Cortes y las asambleas regionales, lo que significa que los candidatos deben renunciar a las asambleas regionales si es elegido. El artículo 70 también dice que los magistrados en ejercicio, magistrados, defensores públicos, personal en servicio militar, los oficiales activos de policía y miembros de los tribunales constitucionales y electorales no son elegibles.
Además, en virtud del artículo 11 de la Ley de Partidos Políticos (Ley Orgánica 6 / 2002, de 27 de junio, de Partidos Políticos), los partidos y los candidatos pueden ser impedidos de pie junto a la Tribunal Supremo, si se considera que han violado el artículo 9 de la ley que prohíbe a los partidos que se perciben a discriminar a las personas sobre la base de la ideología, religión, creencias, nacionalidad, raza, género u orientación sexual (artículo 9a), fomentar o organizar la violencia como medio de alcanzar objetivos políticos (artículo 9b) o de apoyo o complemento de las acciones de "organizaciones terroristas" (artículo 9c)). Artículo 55, Sección 2 de la ley electoral 1985 también descalifica a los directores generales o equivalentes de los líderes de los monopolios estatales y los organismos públicos, como la cadena estatal española RTVE. Por último, tras la modificación de la ley electoral que entró en vigor para las elecciones municipales de 2007, las listas de candidatos debe estar compuesto por al menos el 40 % de los candidatos de ambos géneros y cada grupo de cinco candidatos deben tener al menos dos hombres y dos mujeres.

## Número de diputados
En las Elecciones Generales de 1977 lo eligió ocho diputados. En las Elecciones Generales de 1989 perdió un diputado y ha elegido a siete miembros desde entonces.
Bajo la ley electoral española, todas las provincias tienen derecho a un mínimo de dos asientos con un resto de 248 escaños distribuirán en función de la población. Estas leyes se explican detalladamente en la ley 1985 electoral (Ley Orgánica del Régimen Electoral General.) El efecto práctico de esto ha sido sobre-representar las provincias más pequeñas, a expensas de las grandes provincias.

## Cortes de Aragón

### Diputados obtenidos por partido (1983-2023)
|                        | Partido de los Socialistas de Aragón | PSOE-Aragón  | 16 | 13 | 15 | 8  | 11 | 14 | 15 | 11 | 8  | 11 | 12 |
|                        | Partido Popular de Aragón            | PP de Aragón | 7a | 5a | 7  | 13 | 14 | 11 | 12 | 17 | 11 | 8  | 15 |
|                        | Partido Aragonés                     | PAR          | 7  | 11 | 9  | 7  | 4  | 3  | 4  | 2  | 2  | 1  | 0  |
|                        | Chunta Aragonesista                  | CHA          |    | 0  | 0  | 2  | 4  | 6  | 3  | 3  | 2  | 2  | 2  |
|                        | Izquierda Unida de Aragón            | IUA          | 0  | 1  | 2  | 3  | 1  | 1  | 1  | 2  | 1  | 1  | 1  |
|                        | Podemos Aragón                       | PODEMOS      |    |    |    |    |    |    |    |    | 8  | 3b | 1b |
|                        | Ciudadanos-Partido de la Ciudadanía  | CS           |    |    |    |    |    |    |    |    | 3  | 7  | 0  |
|                        | Vox                                  | VOX          |    |    |    |    |    |    |    |    |    | 2  | 4  |
|                        | Partido Comunista de Aragón          | PCE-Aragón   | 1  | 0  | 0  |    |    |    |    |    |    |    |    |
| Partidos desaparecidos |                                      |              |    |    |    |    |    |    |    |    |    |    |    |
|                        | Centro Democrático y Social          | CDS          | 1  | 3  | 0  |    |    |    |    |    |    |    |    |
| Total                  | Total                                | Total        | 32 | 33 | 33 | 33 | 34 | 35 | 35 | 35 | 35 | 35 | 35 |

a Los resultados corresponden a los de Coalición Popular: Alianza Popular-Partido Demócrata Popular-Unión Liberal (AP-PDP-UL).

b Los resultados corresponden a los de Podemos-Equo.

## Congreso de los Diputados
| Candidatura            | Candidatura                 | 1977 | 1979 | 1982 | 1986 | 1989 | 1993 | 1996 | 2000 | 2004 | 2008 | 2011 | 2015 | 2016 | 2019 (I) | 2019 (II) | 2023 |
| ---------------------- | --------------------------- | ---- | ---- | ---- | ---- | ---- | ---- | ---- | ---- | ---- | ---- | ---- | ---- | ---- | -------- | --------- | ---- |
|                        | PSOE                        | 3    | 3    | 5    | 4    | 3    | 3    | 3    | 2    | 3    | 4    | 2    | 2    | 2    | 3        | 3         | 2    |
|                        | Partido Popular             |      |      | 3    | 2    | 2    | 2    | 4    | 4    | 3    | 3    | 4    | 3    | 3    | 1        | 2         | 3    |
|                        | Partido Aragonés            | 1    | 1    | 3    | 1    | 1    | 1    | 4    |      |      |      | 4    | 3    | 3    |          |           | 0    |
|                        | Chunta Aragonesista         |      |      |      |      | 0    | 0    | 0    | 1    | 1    | 0    | 1    | 0    |      |          | 0         | 1    |
|                        | Izquierda Unida             |      |      |      | 0    | 1    | 1    | 0    |      |      |      | 1    | 0    | 1    | 1        | 1         | 1    |
|                        | Podemos                     |      |      |      |      |      |      |      |      |      |      |      | 1    | 1    | 1        | 1         | 1    |
|                        | Movimiento Sumar            |      |      |      |      |      |      |      |      |      |      |      |      |      |          |           | 1    |
|                        | Vox                         |      |      |      |      |      |      |      |      |      |      |      | 0    | 0    | 1        | 1         | 1    |
|                        | Ciudadanos                  |      |      |      |      |      |      |      |      |      |      |      | 1    | 1    | 1        | 0         |      |
| Partidos desaparecidos |                             |      |      |      |      |      |      |      |      |      |      |      |      |      |          |           |      |
|                        | Unión de Centro Democrático | 3    | 4    | 0    |      |      |      |      |      |      |      |      |      |      |          |           |      |
|                        | Centro Democrático y Social | 0    | 0    | 0    | 1    |      |      |      |      |      |      |      |      |      |          |           |      |
|                        | Partido Socialista Popular  | 1    |      |      |      |      |      |      |      |      |      |      |      |      |          |           |      |
| Total                  | Total                       | 8    | 8    | 8    | 8    | 7    | 7    | 7    | 7    | 7    | 7    | 7    | 7    | 7    | 7        | 7         | 7    |

## Votos obtenidos por partido en las listas al Congreso (1977-2023)
Las listas electorales a continuación son los únicos que han recibido más de 3 % en cualquier elección en Zaragoza.
|                                          | 1977 | 1979 | 1982 | 1986 | 1989 | 1993 | 1996 | 2000 | 2004 | 2008 | 2011 | 2015  | 2016  | 2019 I | 2019 II | 2023  |
| ---------------------------------------- | ---- | ---- | ---- | ---- | ---- | ---- | ---- | ---- | ---- | ---- | ---- | ----- | ----- | ------ | ------- | ----- |
| Unión de Centro Democrático (UCD)        | 31,8 | 36,1 | 6,8  |      |      |      |      |      |      |      |      |       |       |        |         |       |
| Partido Socialista Obrero Español (PSOE) | 25,5 | 26,8 | 51,3 | 43,6 | 38,0 | 32,4 | 31,9 | 29,2 | 40,3 | 46,4 | 30,8 | 22,3  | 24,45 | 31,31  | 31,15   | 30,82 |
| Partido Socialista Popular (PSP)         | 10,7 |      |      |      |      |      |      |      |      |      |      |       |       |        |         |       |
| CAIC/Partido Aragonés (PAR)              | 8,5  | 9,0  | 31,5 | 11,6 | 10,6 | 20,2 | 48,3 | 4,4  | 4,1  | 4,7  | 46,9 |       |       |        |         |       |
| Partido Popular (PP)                     | 8,0  | 5,4  | 31,5 | 25,2 | 27,5 | 32,2 | 48,3 | 47,6 | 35,6 | 36,5 | 46,9 | 30,31 | 34,96 | 17,97  | 23,59   | 36,01 |
| Chunta Aragonesista (CHA)                |      |      |      |      | 0,5  | 0,9  | 8,0  | 12,8 | 14,5 | 5,9  | 11,5 | 6,53  |       |        |         | 13,48 |
| Izquierda Unida (IU)                     | 5,2  | 8,0  | 3,3  | 3,8  | 11,3 | 11,2 | 10,1 | 3,7  | 2,8  | 2,9  | 11,5 | 6,53  | 20,24 | 13,97  | 11,39   | 13,48 |
| Podemos/Unidas Podemos (UP)              |      |      |      |      |      |      |      |      |      |      |      |       | 20,24 | 13,97  | 11,39   | 13,48 |
| Movimiento Sumar (SMR)                   |      |      |      |      |      |      |      |      |      |      |      |       |       |        |         | 13,48 |
| Partido de los Trabajadores (PTE)        |      | 4,7  |      |      |      |      |      |      |      |      |      |       |       |        |         |       |
| Coalición por Aragón (PSAR-PSDA)         |      | 4,1  |      |      |      |      |      |      |      |      |      |       |       |        |         |       |
| Centro Democrático y Social (CDS)        |      |      | 4,0  | 10,9 | 7,2  | 1,1  |      | 0,0  | 0,1  |      |      |       |       |        |         |       |
| Ciudadanos (Cs)                          |      |      |      |      |      |      |      |      |      |      |      | 17,81 | 16,82 | 20,86  | 9,25    |       |
| Vox (Vox)                                |      |      |      |      |      |      |      |      |      |      |      |       | 0,31  | 12,76  | 18,17   | 15,3  |
| Unión Progreso y Democracia (UPYD)       |      |      |      |      |      |      |      |      |      |      | 6,42 | 0,84  | 0,27  |        |         |       |

## Senado

### Senadores obtenidos por partido (1977-2023)
| Candidatura            | Candidatura      | 1977 | 1979 | 1982 | 1986 | 1989 | 1993 | 1996 | 2000 | 2004 | 2008 | 2011 | 2015 | 2016 | 2019 (I) | 2019 (II) | 2023 |
| ---------------------- | ---------------- | ---- | ---- | ---- | ---- | ---- | ---- | ---- | ---- | ---- | ---- | ---- | ---- | ---- | -------- | --------- | ---- |
|                        | PSOE             | 3    | 1    | 3    | 3    | 3    | 3    | 1    | 1    | 3    | 3    | 1    | 1    | 1    | 3        | 3         | 1    |
|                        | Partido Popular  | 0*   | 0    | 0*   | 1*   | 1    | 1    | 2    | 3    | 1    | 1    | 2    | 2    | 2    | 0        | 1         | 3    |
|                        | Partido Aragonés | 1    | 0    | 1    | 0    | 0    | 0    | 1    | 0    | 0    | 0    | 1    | 1    | 1    |          |           | 0    |
|                        | Ciudadanos       |      |      |      |      |      |      |      |      |      |      |      | 0    | 0    | 1        | 0         |      |
| Partidos desaparecidos |                  |      |      |      |      |      |      |      |      |      |      |      |      |      |          |           |      |
|                        | UCD              | 0    | 3    | 0    |      |      |      |      |      |      |      |      |      |      |          |           |      |
| Total                  | Total            | 4    | 4    | 4    | 4    | 4    | 4    | 4    | 4    | 4    | 4    | 4    | 4    | 4    | 4        | 4         | 4    |

- En las Elecciones generales de 1986, el Partido Popular se presentó como Coalición Popular (CP).